# Bylany
Bylany – kompleks stanowisk neolitycznych zlokalizowanych koło wsi Bylany nieopodal Kutnej Hory w Czechach. W kompleksie potwierdzona jest obecność ponad 110 długich domów. Badania prowadzone na owym stanowisku są kluczowe dla zrozumienia wczesnego neolitu Europy Środkowej.